# Poor things
Poor things és una pel·lícula de 2023 dirigida i coproduïda per Iorgos Lànthimos. El guió, de Tony McNamara, està basat en la novel·la homònima d'Alasdair Gray publicada el 1992. És protagonitzada per Emma Stone i també hi intervenen Mark Ruffalo, Willem Dafoe, Ramy Youssef, Jerrod Carmichael i Christopher Abbott. La pel·lícula és una barreja de gèneres cinematogràfics: comèdia negra, fantasia, ciència-ficció, aventures, drama romàntic, misteri gòtic i èpic.

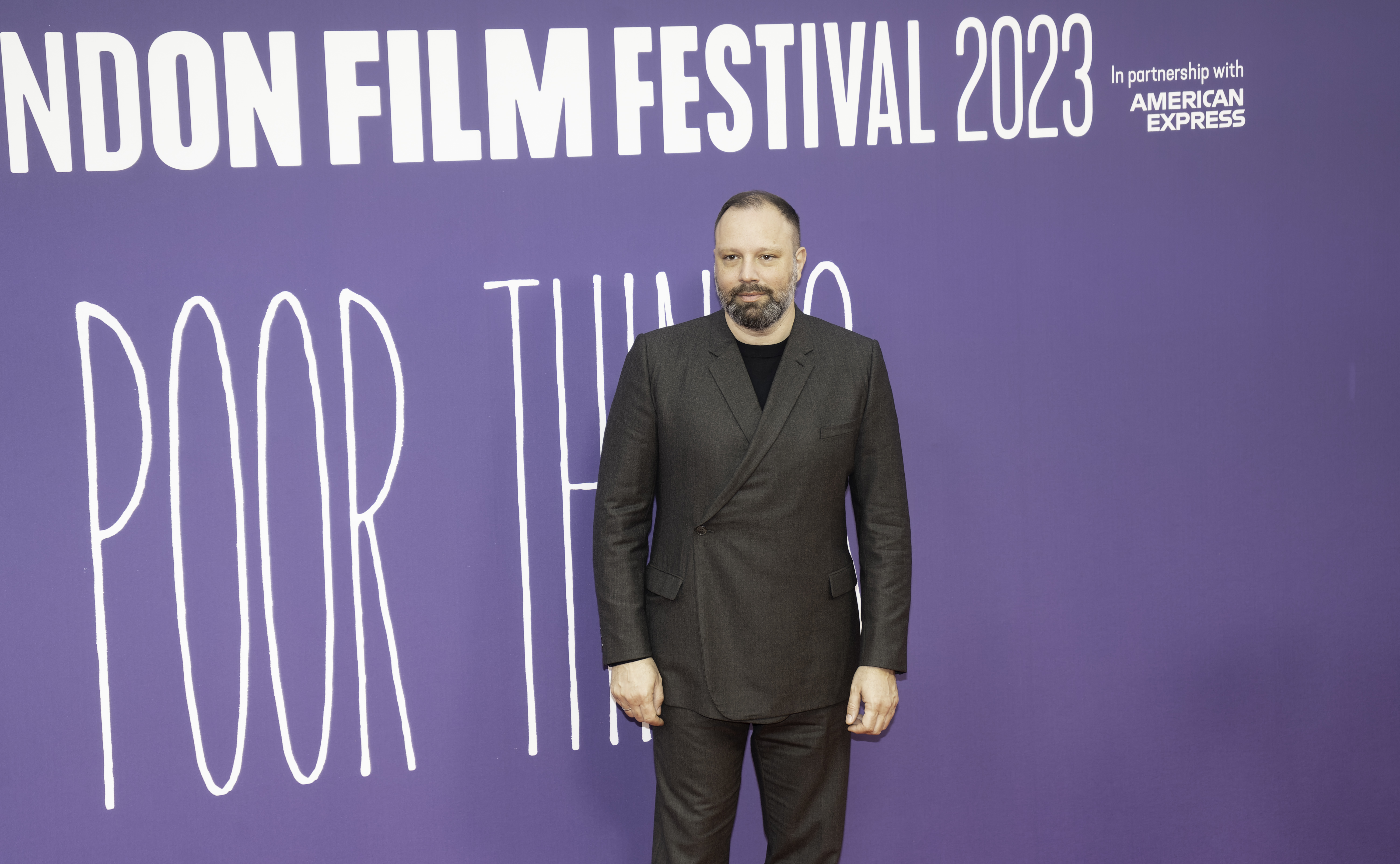
Iorgos Lànthimos al Festival de Cinema de Londres (2023)

La pel·lícula va ser la guanyadora del Lleó d'Or a la millor pel·lícula en la 80a Mostra Internacional de Cinema de Venècia. Després de la seva estrena, la pel·lícula va rebre crítiques generalment favorables i va ser aclamada per la interpretació de Stone. Als Premis Globus d'Or va ser guanyadora en la categoria de Millor pel·lícula de comèdia i Millor actriu per a Stone. També ha estat nominada en onze categories a la 77a edició dels Premis BAFTA i als Premis Oscar de 2023 també amb onze nominacions.
Com a conseqüència de la vaga d'actors iniciada el 14 de juliol del 2023, la seva projecció als cinemes dels Estats Units d'Amèrica i el Regne Unit va ser endarrerida fins al 8 de desembre d'aquell any, tres mesos després de la data prevista inicialment. A Argentina es va estrenar el 8 de novembre al Festival Internacional de Cinema de Mar del Plata fora de la competició oficial, mentre que als Països Catalans ho va fer 10 d'octubre del 2023 al LVI Festival Internacional de Cinema Fantàstic de Catalunya.
Per a Tommaso Koch, crític de cinema d'El País, la pel·lícula de Lànthimos és «un embogit viatge fins als límits del sexe, els esquemes socials i el lliure albir».

## Argument
L'argument se centra en Bella Baxter (Emma Stone), una jove que viu en un Londres d'inspiració steampunk de l'època victoriana i que, després d'haver estat ressuscitada per un científic (Willem Dafoe) després del seu suïcidi, s'escapa amb un advocat llibertí (Mark Ruffalo) per a embarcar-se en una aventura d'autodescobriment, apoderament i alliberament sexual.

## Producció
Al febrer de 2021 va transcendir als mitjans de comunicació el projecte cinematogràfic de Iorgos Lànthimos i Emma Stone, després de treballar junts a The Favourite (2019), i que el rodatge començaria a la tardor de 2021. Willem Dafoe va entrar en negociacions per unir-se a l'elenc el mes següent. Al maig es va confirmar que Dafoe i Rammy Youssef havien signat els seus contractes, així com Mark Ruffalo i Jerrod Carmichael. Al setembre es va seleccionar Christopher Abbott i dos mesos després Margaret Qualley i Suzy Bemba.
El rodatge va començar a l'agost de 2021 a Budapest i va finalitzar al desembre del mateix any. Es tracta del primer llargmetratge rodat parcialment amb pel·lícula cinematogràfica reversible en color Ektachrome de 35 mm de Kodak.
L'actriu Emma Stone va assumir amb aquest projecte el desafiament d'interpretar un dels personatges més arriscats de la seva carrera artística. Sobre les escenes de caràcter sexual, Stone les assumeix amb naturalitat com a part fonamental de la història i del desenvolupament del personatge: «el sexe és un aspecte més de l'exploració i el descobriment de Bella, juntament amb els viatges, el menjar, la política, la filosofia o el ball, i el sexe contribueix a ampliar la comprensió de l'ésser humà», assenyala l'actriu. Stone posa l'accent en les dinàmiques de poder implícites en les relacions sexuals: «sexe i poder van de la mà i ella va descobrint per si mateixa el que això significa i el que li interessa».
Segons el director de fotografia Robbie Ryan, Dràcula de Bram Stoker de Francis Ford Coppola va ser la principal font d'inspiració. Altres pel·lícules que van servir com a influència van ser Narcís negre de Michael Powell i Emeric Pressburger, E la nave va de Federico Fellini i diverses pel·lícules de Roy Andersson.
La narrativa visual de la pel·lícula vibra amb l'evolució del personatge principal, inclòs el vestuari dissenyat per Holly Waddington, qui assenyala que «el bust és el que la càmera enquadra la major part del temps, així que la informació ha de passar entre la cintura i el cap». Tot i que les mànigues sobredimensionades poden semblar un obstacle al moviment, també el protegeixen i l'intensifiquen a l'espai, no tant per afirmar l'estatus, sinó el poder emocional d'un cos que, al cap i a la fi, és més o menys allò que el personatge de Bella Baxter posa en pràctica.
La música original de la pel·lícula està composta pel músic Jerskin Fendrix en el seu debut com a compositor i presenta 21 pistes a l'àlbum de la banda sonora que va ser publicat per Milan Records el mateix dia de l'estrena de la pel·lícula, el 8 de desembre de 2023.

## Diferències entre la pel·lícula i la novel·la
- L'obra original és presentada en forma de manuscrit trobat, així l'autor es presenta com un simple recopilador d'una història que rebia a través del testimoni i les cartes dels implicats. Una mena de biografia d'Archibald McCandless, el desenllaç del qual resultava molt diferent al de la pel·lícula de Iorgos Lànthimos.
- Al final del llibre es troba una carta del personatge de Victòria, datada l'1 d'agost de 1914 i enviada des de casa seva al 18 Park Circus de Glasgow. Es tracta d'una missiva fonamental ja que desmenteix tota la informació recollida al relat previ, la qual ha estat fruit de la imaginació fantasiosa del seu «pobre ximple marit, Archibald McCandles. Aquest personatge és conegut al film com Max McCandles, interpretat per Ramy Youssef.
- Independentment del seu matrimoni infeliç, Victòria en cap cas va intentar suïcidar-se com denuncia Archibald a les seves cartes, servint de detonant per a la història de fantasia del seu marit. A la pel·lícula es pot veure com Victòria se suïcida a la primera escena.
- El procediment quirúrgic va permetre que Victòria conegués Godwin Baxter, al qual arribaria a qualificar com «l'únic home a qui vaig arribar a estimar de debò». El doctor es va negar a fer l'operació després de conèixer la història al complet i va acabar acollint la noia que fugia de les seves dissorts.
- Buscant evitar els rumors dels veïns i coneguts, Godwin la va rebatejar com a Bella Baxter, la filla amnèsica dels seus cosins sud-americans morts en un accident de tren. Davant la insistència de la jove de ficar-se al seu llit, aquest sempre la va evitar davant la seva sífilis, però a canvi la va adoptar com a aprenent del seu ofici i després la porta amb ell a una gira mundial.[20]